# Монарх цитриновий
Монарх цитриновий (Erythrocercus holochlorus) — вид горобцеподібних птахів родини Erythrocercidae.

## Поширення
Вид поширений в Східній Африці. Трапляється на південному сході Сомалі (на південь від річки Джуба), сході Кенії та північному сході Танзанії (до околиць Дар-ес-Салама).

## Опис
Дрібні птахи, завдовжки 9 см та вагою 5-7 г. Тіло масивне, але струнке на вигляд, з великою округлою головою, тонким дзьобом, маленькими і заокругленими крилами, міцними і відносно довгими ногами і довгим хвостом. В основі дзьоба ниткоподібні пір'їни утворюють вібриси.
Верх голови, спина, крила та хвіст оливкового забарвлення. Лице, горло, груди та черево жовтого кольору.

## Спосіб життя
Птах живе у тропічних дощових лісах. Трапляється невеликими сімейними групами. Живиться комахами та їхніми личинками, павуками, іншими дрібними безхребетними. Репродуктивний сезон триває з листопада по лютий. Самиця будує кулясте гніздо з листя та рослинних волокон на гілках дерев. Про пташенят піклуються обидвоє батьків.